# Théâtre de Poche Graslin
Ne doit pas être confondu avec Théâtre Graslin.
Le Théâtre de Poche Graslin est un théâtre situé à Nantes au no 5 rue Lekain, à une centaine de mètres au nord du théâtre Graslin, dans le centre-ville.
Son nom de « théâtre de Poche » lui vient du fait que sa petite capacité d'accueil est d'un peu moins de 100 places. Lorsqu'il est fondé par Annie Zottino, en 1988, il est consacré au répertoire comique.